# Idiops fageli
Idiops fageli là một loài nhện trong họ Idiopidae.
Loài này thuộc chi Idiops. Idiops fageli được Carl Friedrich Roewer miêu tả năm 1953.